# Barlinek (plaats)
Barlinek (Duits: Berlinchen) is een stad in het Poolse woiwodschap West-Pommeren, gelegen in de powiat Myśliborski. De oppervlakte bedraagt 17,54 km², het inwonertal 14.224 (2005).
Barlinek is de hoofdplaats van de gemeente Barlinek.

## Geboren in Berlinchen / Barlinek
- Emanuel Lasker (1868-1941), Duits wiskundige en schaakgrootmeester